# Vesperus barredai
Vesperus barredai es una especie de insecto coleóptero de la familia Vesperidae. Estos longicornios se distribuyen por el sur de la península ibérica (España y Portugal).
V. barredai mide entre 15,5 y 19,5 mm, estando activos los adultos en agosto y septiembre.